# 진안고속
주식회사 진안고속은 대구광역시 서구 서대구로 295 (비산동, 대구북부정류장)에 위치한 시외버스 회사다. 사업자 등록은 경상북도 김천시 성내동 38-1(김천공용버스터미널)로 되어 있으며, 차 내에 있는 상주시 주소는 상주종합버스터미널의 주소다. 전북특별자치도 진안군과는 연관이 없다.

## 개요
1962년 1월 8일 시외 면허를 취득하여 창립되었으며, 대구광역시 면허 시내버스 업체인 대덕버스의 계열사였다. 진안여객과 광안여객으로 운행하다가 2006년 7월에 진안고속으로 통합되었다. 주로 서부정류장과 북부정류장에서 출발하여 구미시, 왜관읍, 안동시, 예천군 등의 경상북도 일부 지역과 충청북도 지역 중 유일하게 충주(직통)선과 청주선을 운행한다. 2008년 10월 대표이사가 변경되면서 대덕버스에서 계열 분리되었다. 차고지는 대구광역시 서구 서대구로 295 (비산동) 북부정류장에 위치하고 있다. 코리아와이드경북과 같은 계열이 되면서 코리아와이드진안으로 회사명을 변경했으며, 도색은 기존의 노란색에 코리아와이드대성과 같은 패턴이 추가되었다. 2020년 1월 2일 여객자동차운송사업 부문을 주식회사 코리아와이드진안고속으로 분리하고 남은 기업인 주식회사 코리아와이드진안은 부동산개발 부문을 남게 되었다.

## 운행 노선

### 고속버스
2019년 4월 기준이다. 모든 노선이 시외버스에서 고속버스로 전환된 노선이다.
| 운행 노선   | 공동 운행사 | 운행구간 | 운행구간 | 운행구간 | 경유지 | 운행 대수 | 운행 대수 | 비고                                                                                                  |
| 운행 노선   | 공동 운행사 | 운행구간 | 운행구간 | 운행구간 | 경유지 | 일반      | 우등      | 비고                                                                                                  |
| ----------- | ----------- | -------- | -------- | -------- | ------ | --------- | --------- | --- |
| 대구 ↔ 충주 |             | 동대구   | ↔        | 충주     |        | 1         | 3         | 2012년 6월 14일 고속버스로 전환 인가 2013년 3월 2일 고속버스로 전환 2013년 8월 29일 일반 1대 우등전환 |
| 부산 ↔ 구미 |             | 부산     | ↔        | 구미     |        | 2         | 4         | 2014년 1월 10일 고속버스로 전환 인가 2014년 5월 1일 고속버스로 전환 2015년 1월 26일 일반 1대 우등전환 |

### 시외버스
대전발 노선
- 대전-구미-안동(직통/직행)

충주발 노선
- 충주-수안보-연풍-문경-마성-점촌-상주-구미-북대구(완행))[2]
- 충주-수안보-연풍-문경-마성-점촌-상주-구미-울산(완행)

북대구발 노선
- 북대구-태백
- 북대구-우보,탑리,춘산
- 북대구-공단-구미(직통)
- 북대구-주공(복지)-공단-구미,선산,안계(직행)
- 북대구-경북대상주캠퍼스,상주(완행)
- 북대구-안동
- 북대구-왜관,약목,김천
- 북대구-점촌(문경)
- 북대구-영주(완행)
- 북대구-장천,해평,도개(직행)
- 북대구-구미-경북대학교-인천국제공항
- 북대구-상주,점촌
- 북대구-충주
- 북대구-고아,해평,선산
- 북대구-안동,영양,영주
- 북대구-예천
- 북대구-칠곡
- 북대구-영주,구인사
- 북대구-군위
- 북대구-오산,수원,안산,부천,고양

서대구발 노선
- 서대구-주공(복지)-공단-구미(직통)
- 서대구-구미,청주(직통/대성고속과 공동운행)
- 서대구-안동
- 서대구-상주-수원

구미발 노선
- 구미-선산-상주-점촌-마성-문경-연풍-수안보-충주(완행)
- 구미-공단-인동-안동(직통/완행)
- 구미-공단-주공(복지)-동대구(직통)
- 구미-공단-주공(복지)-개양오거리-진주남중-진주
- 구미-공단-주공(복지)-마산(천일여객과 공동운행)
- 구미-동대구-거가대교-거제(고현)(경원여객과 공동운행)
- 구미-영주-원주
- 구미-대구공항-경산
- 구미-성남
- 구미-상주-점촌-예천-신도청-안동-상운-봉화-춘양-울진(영주경유,완행 노선 1일 1회 운행)

포항발 노선
- 포항-경주-구미-상주-점촌-마성-문경-연풍-수안보-충주(완행)
- 포항-구미-김천(직행)
- 포항-안강-영천-구미-김천(완행)

부산광역시(노포동)발 노선
- 부산-선산-상주-점촌-문경-수안보-충주(완행)
- 부산-안동-영주(직통/대성고속, 경북고속 공동운행)

동대구발 노선
- 동대구-거가대교-거제(고현)(직통/경원여객공동운행)
- 동대구-대구공항-상주-점촌(2017년 9월 22일 개통)
- 동대구-상주-오산-수원
- 동대구-김해공항

김천발 노선
- 김천-구미-왜관북부-왜관남부-대구공항-경산
- 김천-옥산-상주-양정-점촌-예천-안동
- 김천-옥산-상주-점촌-개포-예천-영주
- 김천-김천구미역-구미-왜관-왜관북부-왜관남부-북대구

인천발 노선
- 인천-오산-통영-거제(고현)

## 차량
코리아와이드진안고속은 기아 그랜버드와 자일대우 FX를 많이 운용하고 있다.
자일대우버스
- 자일대우 FX II 120 크루징 스타
- 자일대우 FX II 212 슈퍼 크루져

현대자동차
- 현대 뉴 프리미엄 유니버스 익스프레스 프라임

기아
- 기아 뉴 그랜버드 그린필드
- 기아 뉴 그랜버드 파크웨이
- 기아 뉴 그랜버드 슈퍼 프리미엄 실크로드 캄

## 갤러리

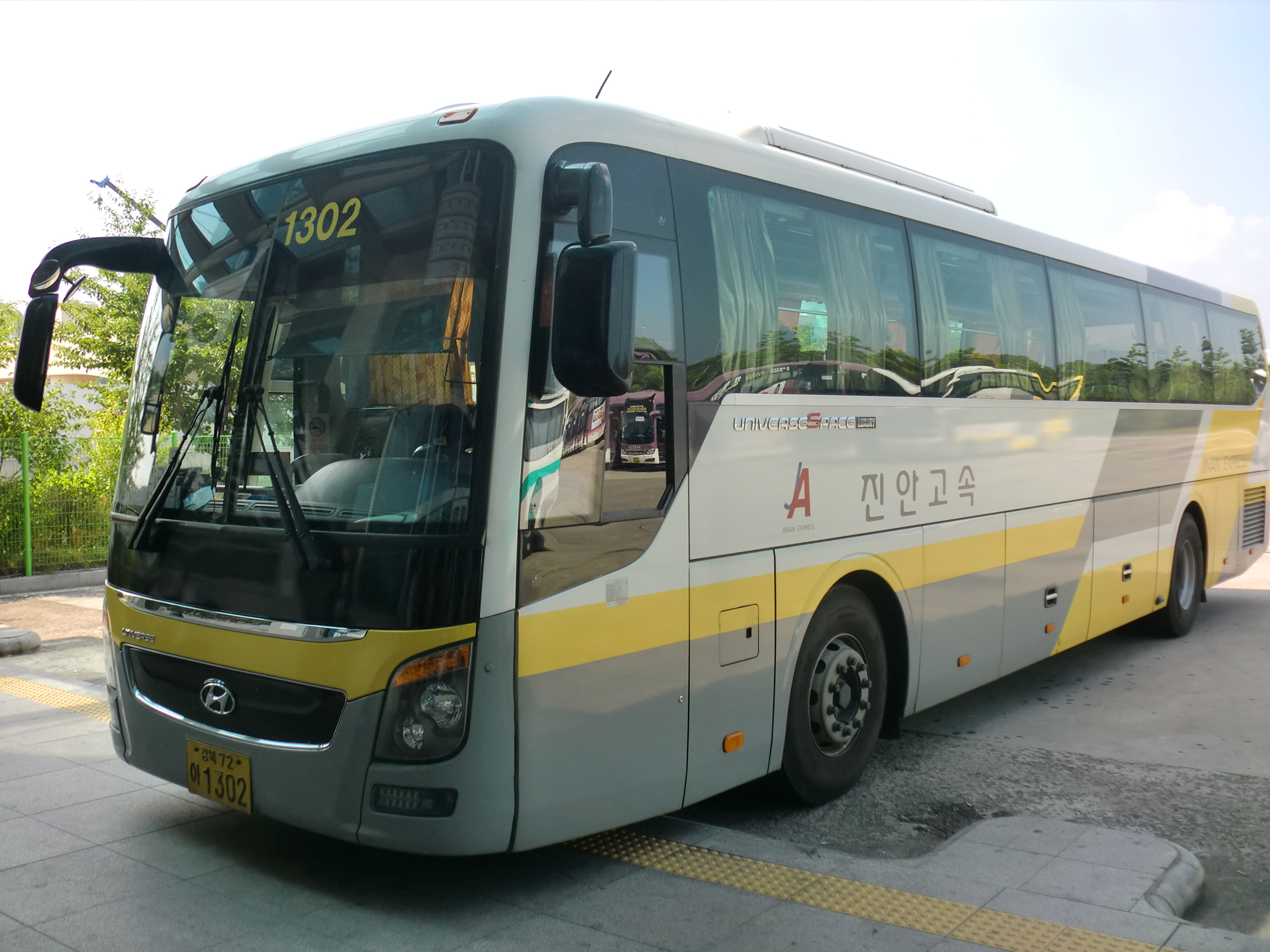
주박중인 모습
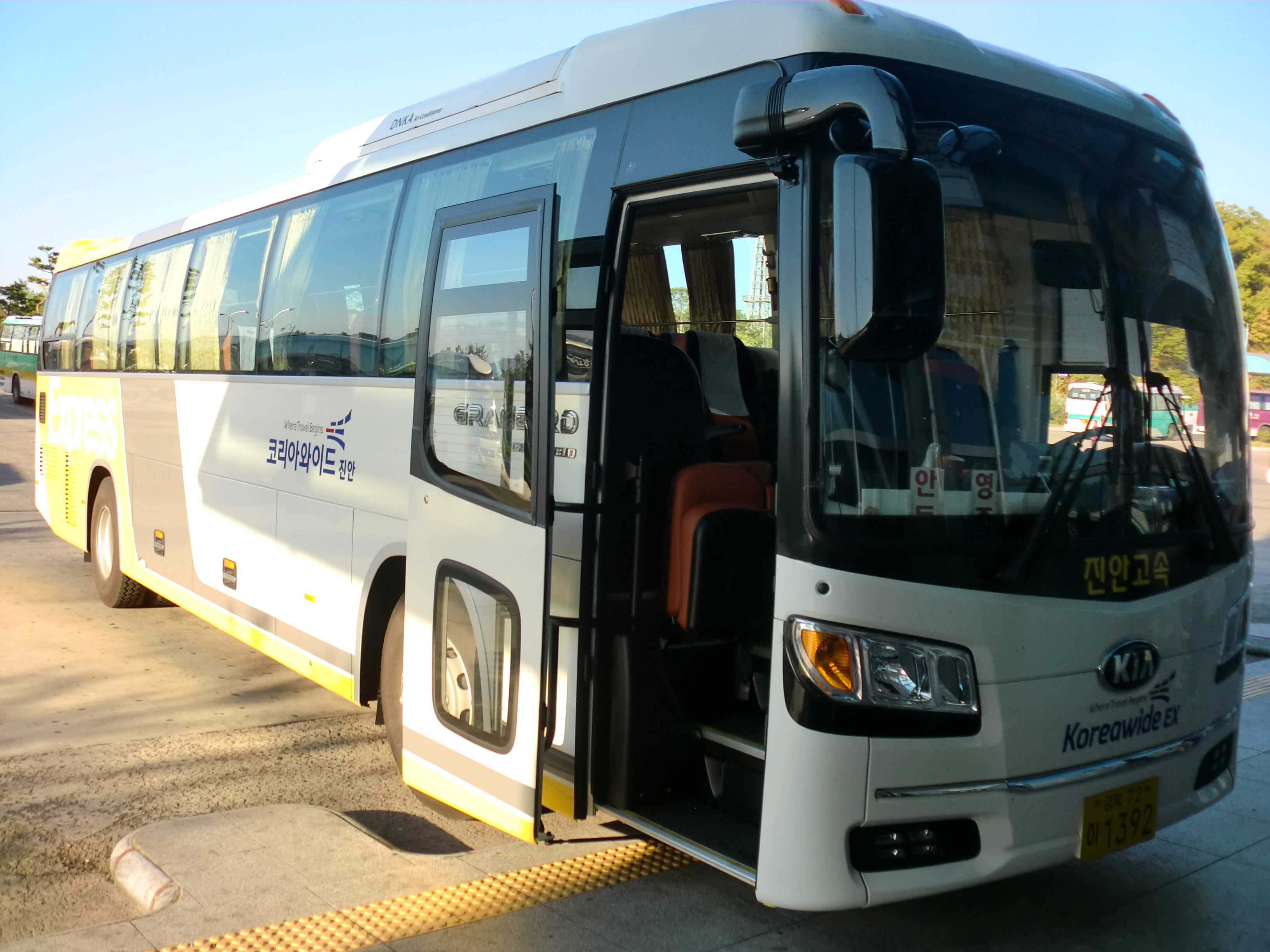
코리아와이드 진안 로고를 넣은 신도색
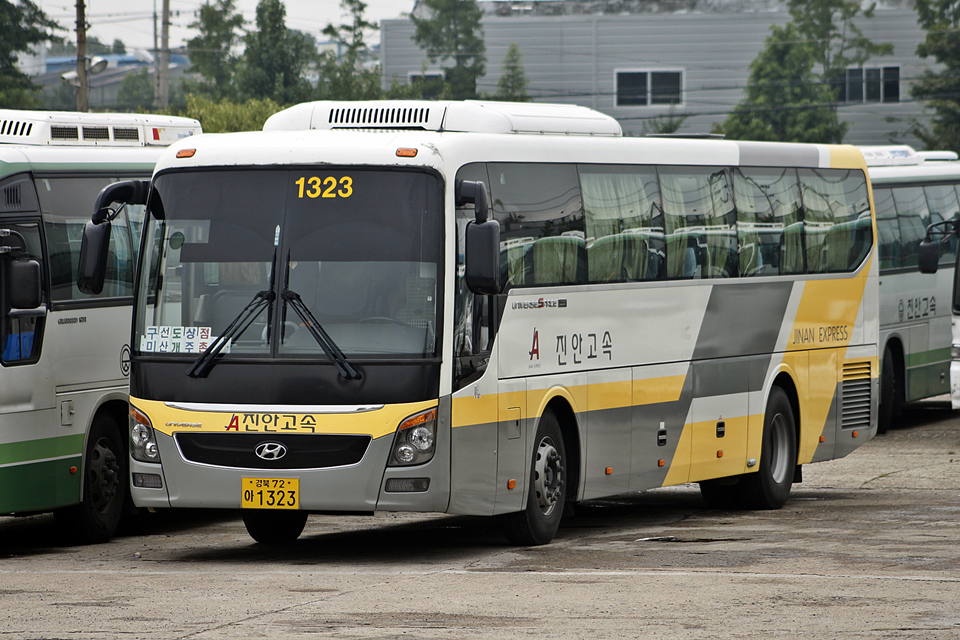
북대구 ↔ 점촌 완행 노선
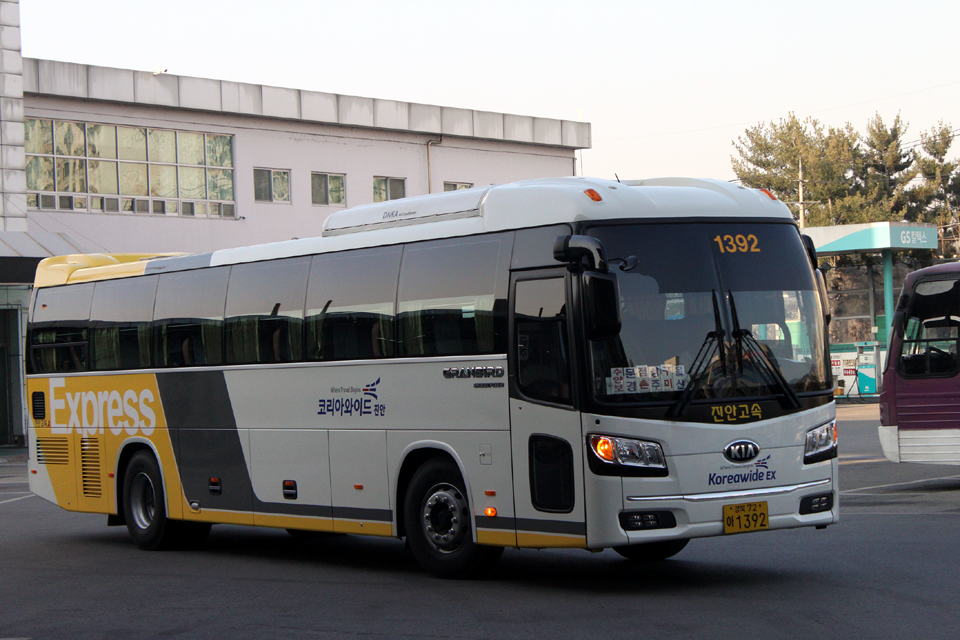
코리아와이드 진안 로고를 넣은 신도색